# 斯潘道監獄

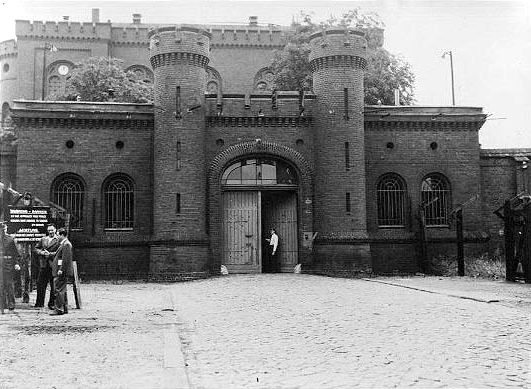
斯潘道監獄正面入口、1951年

斯潘道監獄（德語：Kriegsverbrechergefängnis Spandau）是德國柏林斯潘道的監獄。1946年至1987年，因羈押第二次世界大戰後紐倫堡大審的主要戰犯而聞名。1987年撤除。

## 歷史
1876年，作為軍人監獄建設。第一次世界大戰後，主要以收容一般受刑者。第二次世界大戰後，由盟軍接收，羈押紐倫堡大審有罪判決的納粹主要戰犯。1987年，因監獄內唯一的囚犯，被判處終身刑的魯道夫·赫斯自殺身亡，監獄撤除，並重建為供駐德英軍使用的商場「斯潘道不列顛尼亞中心」。

## 關連項目
- 巢鴨監獄

## 脚注
1. ↑  Paterson, Tony. . The Independent. The Independent. 22 July 2011  [29 August 2018]. （原始内容存档于2020-10-30）.